# 道都大学短期大学部
道都大学短期大学部（どうとだいがくたんきだいがくぶ、英語: Dohto University Junior College Division）は、北海道北広島市中の沢149番地に本部を置いていた日本の私立大学である。1966年に設置され、2002年に廃止された。大学の略称は道短。

## 概要

### 大学全体
- 北海道北広島市に所在した日本の私立短期大学で、設置主体は学校法人北海道櫻井産業学園[2]。
- 1966年、北海道産業短期大学として開学し[注 1]、当初より2学科体制。
- 2000年度の入学生を最後に[注釈 1]、2002年に短期大学としての使命を終える[6]。

### 建学の精神（校訓・理念・学是）
- 道都大学#概要を参照。

### 教育および研究
- 経営学および土木に関する専門教育が行われていた。前者では、「秘書・教養」、「経営管理」、「経営情報」、「経営観光」、「国際」、「生活環境」の各コースをおいていた。後者では、「建築デザイン」、「インテリアコーディネート」、「建築システムコース」、「建築設計」、「スペースデザイン」、「土木システム」の各コースを置いていた[7]。

## 沿革
- 1964年
  - 12月15日 学校法人北海道産業学園の設置が認められる[8]。
- 1965年 北海道産業専門学校を設置。
- 1966年
  - 1月25日 左記を以て文部省[注 3]より短期大学の設置が認可される[9]。
  - 4月1日 北海道産業短期大学（ほっかいどうさんぎょうたんきだいがく）として以下の学科体制にて開学[10]。
    - 経営科 入学定員150名
    - 建設科 入学定員100名

  - 5月1日 学生数[11]/定員[12]
    - 経営科 92[注 4]/150
    - 建設科 252人[注 5]
- 1976年
  - 4月1日 道都短期大学と改称[13]。
  - 5月1日 学生数[14]/定員
    - 経営科 197[注 6]/300
    - 建設科 515[注 7]/200
- 1990年
  - 4月1日 道都大学短期大学部と改称[15]。
- 1990年
  - 5月1日 学生数[16]/定員
    - 経営科 397[注 8]/300
    - 建設科 283[注 9]/200
- 1991年 新キャンパスが完成する。
- 1999年
  - 5月1日 学生数[17]/定員
    - 経営科 228[注 10]/300
    - 建設科 266[注 11]/200
- 2000年
  - 4月1日 この年度をもって学生募集を終了[注釈 1]。
- 2002年
  - 5月29日 左記を以て正式に廃止[6]。

## 基礎データ

### 所在地
- 北海道北広島市中の沢149番地

## 教育および研究

### 組織

#### 学科
- 経営科 入学定員150名[注 12]
- 建設科 入学定員100名[注 13]

#### 専攻科
- なし

#### 別科
- なし

#### 取得資格について
- 測量士補[19]
  - 建設科
- 二級建築士[19]
  - 建設科
- 中学校教諭二級免許状[20]（職業）
  - 経営科
  - 建設科

### 研究
- 『北海道産業短期大学紀要』[21]
- 『道都短期大学紀要』[22]
- 『道都大学短期大学部紀要』[1]

## 学生生活

### 部活動・クラブ活動・サークル活動
- 道都大学短期大学部のクラブ活動は体育系、文化系とも四大と合同。短期大学独自では、体操、チアリーディングがあった。

### 学園祭
- 道都短期大学の学園祭は、四大と合同。

### スポーツ
- 柔道が強く、かつて関西学院大学と対戦したことがある[23]。

### 関係者一覧

#### 歴代学長
- 阿部利雄：初代、1966年～1974年
- 櫻井淳：2代目、1974年～1984年
- 川端清策[注 14]：3代目、1984年～1985年
- 田治米鏡二[注 15]：4代目、1985年～1986年
- 北村四郎[注 16]：5代目、1986年～1989年
- 岡島秀夫：6代目、1989年～1997年
- 櫻井政経：7代目、1997年～1998年
- 宮台朝直：8代目、1998年～2002年

#### OB・OG
- 中山俊之 - 元プロ野球選手
- 浅尾和信 - 元プロボクサー

## 施設

### キャンパス
- 創立当初は独自の校舎を使用していたが、道都大学が札幌にキャンパスを移転した1996年以降は、道都大学札幌キャンパス内に置かれていた。1996年以降は短大独自の校舎は設けられていなかった。

### 寮
- 特になし。

## 対外関係

### 他大学との協定

#### 日本
- 道都大学

#### 韓国
- 慶熙大学校

#### フィリピン
- マニラ大学

#### アメリカ
- ハワイ・パシフィック大学
- ラ・バーン大学
- ベーカー大学
- フランクリン大学
- ガードナー・ウェッブ大学

## 卒業後の進路について

### 編入学･進学実績
- 経営科：道都大学のほか北海道教育大学・札幌学院大学・北星学園大学などがある。
- 建設科：道都大学のほか山形大学・北海道科学大学・福井工業大学などがある。